# Oto Bachorík
Oto Bachorík (* 1959) je slovenský výtvarný umělec – sochař, restaurátor a pedagog.
Pochází z umělecké rodiny, jeho otec byl grafik, jeho matka byla výtvarnice-keramička.
Vystudoval řezbářství na Střední škole uměleckého průmyslu a sochařství a restaurátorství na Vysoké škole výtvarných umění v Bratislavě.
Jeho manželkou je malířka Zuzana Bachoríková, se kterou má dvě děti.